# Angulos
Angulos (sin tilde) es una aldea localizada en el departamento Famatina, en el norte de la provincia de La Rioja, Argentina. Se encuentra ubicada unos 30 km hacia el norte de la ciudad de Famatina, en cercanías de la ruta nacional 78 o ruta provincial N.º 11.
La localidad cuenta con un centro de atención primaria en salud y una escuela de nivel inicial de carácter rural.

## Historia[citarequerida]
El pueblo fue fundado en 1555 por el capitán don Francisco de Angulos, en los  provenía de Chile atraído por las minas de oro del lugar. Formó una hacienda, después dirigida por su viuda Rosario, que dio origen al poblamiento español de la estancia Rosario de Ángulos.
En épocas prehispánicas se encontraba en el lugar un importante asentamiento diaguita, donde se explotaba la minería. Se llamaba Cabaibil (Pueblo del Mirador), nombre que aludía a la forma del relieve, parecido a un amplio anfiteatro.

## Economía
La localidad de Angulos se encuentra en cercanías de la confluencia de los ríos Durazno y Blanco. Esta situación permite que la región cuente con un recurso hídrico importante para el desarrollo del cultivo bajo riego. En la actualidad, en la zona se cultivan principalmente vides, olivos y en menor medida frutales y hortalizas.
La preservación del recurso hídrico motivó a la comunidad de Famatina a concentrarse en la localidad a fin de evitar que sobre el curso superior del río Blanco se instalara la empresa minera Midais SH, que proyectaba extraer oro en la zona. Hacia finales del 2015, la decisión de la comunidad de negar la licencia social, tuvo como resultado la cancelación del proyecto minero.

## Población
Cuenta con 1270 habitantes (Indec, 2010), lo que representa un descenso del 7,3% frente a los 137 habitantes (Indec, 2001) del censo anterior.
| Gráfica de evolución demográfica de Angulos entre 1991 y 2010 |
|                                                               |
| Fuente: Censos nacionales del INDEC                           |

## Sitios de interés turístico
La localidad no dispone de infraestructura para la prestación de servicios turísticos, si bien en todo el departamento Famatina existe interés por desarrollar esta actividad. En cercanías de Angulos se puede visitar:
- Quebrada de la Aguadita[7]
- Santuario Niño de Hualco (o Gualco)[8]

## Sismicidad
La sismicidad de la región de La Rioja es frecuente y de intensidad baja, y un silencio sísmico de terremotos medios a graves cada 30 años en áreas aleatorias.